# EOS (Kryptowährung)
EOS ist eine Blockchain-Plattform, die sich auf die Entwicklung von dezentralisierten Anwendungen (dApps) konzentriert. EOS wurde von der Firma Block.one entwickelt und ist ein Open-Source-Protokoll, das auf Skalierbarkeit, Benutzerfreundlichkeit und Flexibilität abzielt.
Im April 2023 lag EOS mit einer Marktkapitalisierung von ungefähr 558 Millionen US-Dollar auf Platz 57 der Kryptowährungen mit der größten Marktkapitalisierung. Sie hat mit einem Umlaufangebot von 1,105 Milliarden EOS coins eine Marktdominanz von 0,06 %.

## Geschichte
EOS wurde von Dan Larimer und Brendan Blumer gegründet. Larimer ist der Erfinder von Delegated Proof-of-Stake (DPoS) und hat bereits an Projekten wie BitShares und Steemit gearbeitet. Blumer ist der Gründer von Block.one, dem Unternehmen, das die EOS.IO-Software entwickelt hat.
Die Initial Coin Offering (ICO) für EOS fand vom 26. Juni 2017 bis zum 1. Juni 2018 statt und war eine der längsten und erfolgreichsten ICOs in der Geschichte der Kryptowährungen. Die ICO dauerte 350 Tage und sammelte insgesamt rund 4,1 Milliarden US-Dollar an Investitionen.
Die EOS.IO-Software wurde am 1. Juni 2018 veröffentlicht. Sie dient als Basis für die EOS-Blockchain und ermöglicht es Entwicklern, dApps auf der Plattform zu erstellen. Am 9. Juni 2018 wurde das EOS-Mainnet offiziell gestartet.
Seit dem Start des Mainnets ist die EOS-Community kontinuierlich gewachsen. Die Plattform hat sich aufgrund ihrer Skalierbarkeit, Benutzerfreundlichkeit und Flexibilität als attraktiv für Entwickler erwiesen. EOS hat zahlreiche Projekte und dApps auf seiner Plattform beherbergt, darunter Everipedia, Bancor, und Sense Chat.
Wie viele andere Kryptowährungsprojekte hat auch EOS seine regulatorischen Herausforderungen erlebt. Im Jahr 2019 einigte sich Block.one mit der US-amerikanischen Securities and Exchange Commission (SEC) auf eine zivilrechtliche Einigung, in der das Unternehmen eine Strafe von 24 Millionen US-Dollar zahlte, ohne ein Fehlverhalten zuzugeben.
Im Laufe der Jahre hat EOS seine Ressourcenverwaltung verbessert, um Entwicklern einen effizienteren Zugang zu Bandbreite, CPU und RAM zu ermöglichen. Die Einführung von REX (Resource Exchange) im Jahr 2019 ermöglichte es Benutzern, ungenutzte Ressourcen auf dem Markt zu vermieten oder zu leihen, was zu einer verbesserten Liquidität und Kosteneffizienz führte.
Im Januar 2020 kündigte Block.one die Einführung von EOSIO 2 an. Diese neue Version brachte Verbesserungen in Bezug auf Leistung, Sicherheit und Entwicklerfreundlichkeit. EOSIO 2 führte EOS-VM ein, eine WebAssembly-Engine, die speziell für Blockchain-Anwendungen entwickelt wurde und eine bis zu 16-mal schnellere Verarbeitung von Smart Contracts ermöglicht. EOSIO 2 stärkte auch die Sicherheit der Plattform durch die Integration von WebAuthn-Authentifizierung.
EOS hat sich im Laufe der Zeit erfolgreich mit verschiedenen Unternehmen und Projekten zusammengeschlossen, um die Reichweite und Akzeptanz seiner Plattform zu erhöhen. Dazu gehören Partnerschaften mit Google Cloud, um EOS-Infrastruktur zu unterstützen, sowie Integrationen mit Blockchain-Interoperabilitätsprojekten wie Chainlink und Wanchain.
Ihren Höchststand erreichte die Kryptowährung EOS am 29. April 2018 mit 20,4435 U$ für ein EOS. Am 24. Oktober 2017 wurde der Tiefststand von 0,4752 U$ erreicht.

## Technik

### Blockchain
Eine Blockchain ist eine Art digitales Register, das Transaktionen und Daten in einer sicheren, transparenten und unveränderlichen Weise speichert. Jeder Eintrag (Block) in der Kette enthält Informationen und ist mit dem vorherigen Block verknüpft. In EOS werden Transaktionen und Smart Contracts (automatisierte Verträge) auf der Blockchain gespeichert und verarbeitet.

### Dezentralisierte Anwendungen
Dezentralisierte Anwendungen (dApps) werden auf einer Blockchain ausgeführt, anstatt auf einem zentralen Server. Das bedeutet, dass sie ohne eine zentrale Kontrollinstanz funktionieren, was zu mehr Sicherheit, Transparenz und Unveränderlichkeit führt. EOS wurde entwickelt, um es Entwicklern leichter zu machen, dApps zu erstellen und bereitzustellen.

### Smart Contract
Smart Contracts sind selbstausführende Verträge, bei denen die Vertragsbedingungen direkt in Code geschrieben sind. Sie werden auf der Blockchain gespeichert und automatisch ausgeführt, wenn die vereinbarten Bedingungen erfüllt sind. EOS ermöglicht die Erstellung und Ausführung von Smart Contracts, um dApps mit verschiedenen Funktionen zu versorgen.

### Delegated Proof of Stake
Delegated Proof of Stake (DPoS) ist der Konsensmechanismus, der von EOS verwendet wird, um Transaktionen und Smart Contracts auf der Blockchain zu validieren. Anstelle des energieintensiven Proof of Work (PoW), wie bei Bitcoin, wählen EOS-Token-Inhaber sogenannte „Blockproduzenten“ (BP) aus, die die Verantwortung für das Bestätigen von Transaktionen und das Erstellen neuer Blöcke haben. Dieser Ansatz ist energieeffizienter und ermöglicht eine höhere Skalierbarkeit.

### Ressourcenverwaltung
EOS verwendet ein Ressourcenmodell, bei dem Entwickler und Benutzer Ressourcen wie Bandbreite, CPU und RAM verwalten, die für die Ausführung von dApps und Transaktionen benötigt werden. Anstatt Gebühren für jede Transaktion zu zahlen, müssen Benutzer und Entwickler EOS-Token „staken“ (binden), um Zugang zu diesen Ressourcen zu erhalten. Dieses Modell soll die Kosteneffizienz und Benutzerfreundlichkeit verbessern.

### Token
Der native Token der EOS-Plattform wird verwendet, um Ressourcen zu verwalten, Blockproduzenten zu wählen und dApp-Entwicklung und -Nutzung zu ermöglichen. Benutzer können EOS-Token kaufen, verkaufen oder handeln, ähnlich wie bei anderen Kryptowährungen.

## Kritik
Obwohl EOS ein innovatives Projekt ist, hat es auch einige Kritik und Kontroversen erlebt. Einige Kritiker haben Bedenken hinsichtlich des DPoS-Konsensmechanismus geäußert, der möglicherweise zu Zentralisierung führen könnte. Andere haben die Tatsache kritisiert, dass Block.one sich von der EOS-Blockchain distanziert hat, um keine Verantwortung für die Verwaltung der Plattform zu übernehmen.